# Bogarra
Bogarra ist ein Ort und eine aus dem Hauptort sowie mehreren Weilern (pedanías) und Einzelgehöften (fincas) bestehende Gemeinde (municipio) mit 748 Einwohnern (Stand: 2024) im Südwesten der Provinz Albacete in der autonomen Region Kastilien-La Mancha. Die neben Bogarra zur Gemeinde gehörenden Ortschaften sind La Mohedas, Potiche und Los Vizacínos.

## Lage und Klima
Bogarra liegt inmitten der Berglandschaft der Sierra de Alcaraz ca. 70 km (Fahrtstrecke) südwestlich der Provinzhauptstadt Albacete in einer Höhe von ca. 820 m. Im Winter ist das Klima wegen der Höhenlage durchaus kühl, im Sommer dagegen warm; die geringen Niederschlagsmengen (ca. 481 mm/Jahr) fallen – mit Ausnahme der nahezu regenlosen Sommermonate – verteilt übers ganze Jahr.

## Bevölkerungsentwicklung
| Jahr      | 1970 | 1981 | 1991 | 2001 | 2011 | 2021 |
| Einwohner | 2551 | 1941 | 1500 | 1207 | 1007 | 756  |

## Sehenswürdigkeiten
- Kirche Mariä Himmelfahrt
- Turm von Haches